# Амбицкий, Владимир Петрович
Владимир Петрович Амбицкий (1 января 1940, Фирсовка — 28 апреля 1985, Черниговское) — колхозник, тракторист-комбайнёр колхоза «Черниговский» Кзылтуского района Кокчетавской области, Герой Социалистического Труда (1973).

## Биография
Родился в 1940 году в селе Фирсовка Нововоронцовского района.
После Великой Отечественной войны семья Владимира Амбицкого переехала в Казахскую ССР. С 1954 году стал трудиться в колхозе «Комсомольский» Кустанайской области.
С 1961 года работал трактористом-комбайнёром в колхозе «Черниговский» Кзылтуского района Кокчетавской области. В 1970 году вступил в КПСС.
В 1971 году на своём тракторе обработал 6832 гектаров пашни при плане 3300 гектаров. В этом же году обмолотил посевные земли площадью в 908 гектаров при плане в 270 гектаров и намолотил 7008 центнеров зерновых. В 1972 году обработал посевные земли площадью 1216 гектаров при плане в 270 гектаров и обмолотил 15029 центнеров зерновых. Досрочно выполнил свой личный социалистический план до конца 1973 года.
Указом Президиума Верховного Совета СССР от 10 декабря 1973 года «за большие успехи, достигнутые во Всесоюзном социалистическом соревновании, и проявленную трудовую доблесть в выполнении принятых обязательств по увеличению производства и продажи государству зерна и других продуктов земледелия в 1973 году» удостоен звания Героя Социалистического Труда с вручением ордена Ленина и золотой медали «Серп и Молот».
В 1980 году вышел на пенсию по болезни. Скончался 28 апреля 1985 года, похоронен на кладбище села Кондыбай Уалихановского района.
Награды
- Герой Социалистического Труда
- Орден Ленина (1973)
- Медаль «За освоение целинных земель» (1965)
- Медаль «В ознаменование 100-летия со дня рождения Владимира Ильича Ленина» (1970)